# الغواصة الألمانية يو-233
غواصة يو-233 غواصة يو بوت ألمانية من الفئة العاشرة بي بنيت لسلاح بحرية ألمانيا النازية كريغسمارينه، في أحواض فريدريش كروب في كيل خلال الحرب العالمية الثانية.